# 卡拉坎河
卡拉坎河是俄羅斯的河流，屬於維季姆河的右支流，由外貝加爾邊疆區負責管轄，河道全長314公里，流域面積10,600平方公里，發源自維季姆高原，河水主要來雨水和融雪，每年十月至翌年五月結冰。